# 藤原綏子
藤原 綏子（ふじわら の やすこ（すいし）、天延2年（974年） - 寛弘元年2月7日（1004年2月29日））は平安時代中期、一条天皇時代の女官（尚侍）。摂政太政大臣であった藤原兼家の第3女で、一条天皇の東宮である居貞（おきさだ）親王（後の三条天皇）の初めての御息所。

## 出自
天延2年、藤原兼家と、「対（たい）の御方（おんかた）」と呼ばれた藤原国章（後の皇后宮権大夫、従三位）の女との間に生まれる。国章女は藤原道綱母にとって「憎しと思ふ」存在である「近江」と見るのが通説で、そうであれば綏子の生月は10月ということになる。ちなみに、近江は円融天皇の摂政藤原実頼の召人（めしうど、妾）であったという。また、東宮居貞親王の御匣殿別当となり、親王即位後には皇后（中宮）となった藤原妍子、または天皇と妍子の間に降誕した禎子内親王に仕えた異父妹（藤原道隆女）もいたという。

## 生涯
宮廷社会への登場は永延元年（987年）9月に異例の弱冠14歳で尚侍に任ぜられたのが確かなところで、その前年の寛和2年（986年）10月に一条天皇の大嘗会御禊にて女御代を勤仕した可能性も指摘される。また、『栄花物語』や『大鏡』、『一代要記』は、2歳年下の甥（冷泉院と異母姉超子との皇子）にあたる東宮居貞親王が居所である兼家の東三条殿南院で元服をした（寛和2年7月16日。時に親王11歳）際に添臥に召されたとも伝えるが、これら資料には明らかな訛伝や脚色も認められる上に、事実であったとして両人の年齢を考えると添い寝以外の行為があったかどうかは分からない。
16歳になった永祚元年（989年）の12月9日に入内して東宮に参侍する。内裏では麗景殿を局（居所）としたために、正式な女御の宣下は受けていないが、後世には「麗景殿女御」と号されたらしい。藤原実資は翌々日の神今食を控えて潔斎すべき時期でのこの入内に眉を顰めているが、強引と評せざるをえない弱冠での尚侍補任といいこの入内といい、その背後には后がねにすることで自身の権力基盤を固めようとの兼家の思惑があったと考えられ、結果としては叶わなかったものの、その構想は綏子の異母兄たる道長によって実現し、以後実務経験のない若年での尚侍就任の嚆矢として同職が后がねの一階梯に過ぎない名誉職と化す契機となった。入内後は東宮の寵を得たと伝えるが、『大鏡』によれば、とある夏の日に東宮が綏子に「私を愛するならば、良いというまで持っていなさい」と氷を手に持たせたところ、手が紫色に変わるまで従順に持っていたことが却って東宮を興冷めさせ、失寵のきっかけになったといい、一方で、『栄花物語』によると、陽気で親しみ易い性格であったために東宮の渡りがない代わりに麗景殿の細殿（東廂）は綏子との対話を楽しもうとした殿上人で賑わったという。実情は知りようもないが、東宮には兼家という公卿社会の最高権勢者とその女を娶るという政略的行為とに含む所があって露骨に現れないよう注意しながら綏子を冷遇したものとも想像される。
ところが、兼家は綏子の入内後1年にも満たない永祚2年（正暦元年、990年）秋に薨じてしまい、その目を憚る必要が失せたせいか、東宮は翌正暦2年冬に新たに藤原済時の女娍子を女御として内裏に迎え、綏子の立場を辛くさせる。そうした中、長徳元年（995年）から同3年の間に東宮と同じく村上天皇の皇孫である源頼定との密通が発覚して宮中から里第に退下することになる。頼定との交歓がいつから始まりどのような形で進んだのかは不明であるが、『栄花物語』を信じるなら麗景殿に集う殿上人の中に彼もいたであろうことは十分に想像できる。退下後は直接的には母方の伯父である藤原景斉（または景済）が世話を見たと思われ、同時に異母姉の東三条院（詮子。一条天皇母后）や道長が同情もあってか後見をしたようで、官職も尚侍と変わらないまま長保3年（1001年）の女叙位では正二位に陞叙されていて、更に頼定との逢瀬も重ね易い等、内裏に比べると却って好転したと言えなくもない暮しを送ったらしい。なお、『栄花物語』では正暦4年の秋頃に「麗景殿は里にのみおはしまして、けしからぬ名をのみ取りたまふ」と記述されていて、それと藤原実資の正暦元年冬の憶測的かつ断片的な記録を典拠に、入内後早々の正暦年中には既に綏子が里第において対御方と同居していたと説く向きもある。
その里第であるが、「土御門尚侍家」と呼ばれたことから左京の土御門大路に面した区画に存在したと考えられるが、その場合、土御門大路北、西洞院大路東の坊の西南隅（北辺三坊2町）の地が該当すると推され、生母が「対の御方」と呼ばれたのもその対の屋を居にしたことに由来するものであり、綏子の生まれ育った第でもあることから里第とされ、退下後には対御方とともに過ごしたものと思われる。また更に、その第は元来は兼家の嫡妻である藤原時姫の第（或いはその父中正の第）であり、時姫腹の東三条院と道長姉弟もそこで生誕した可能性と、道長は源倫子と婚姻するまで綏子と同居していた可能性を指摘して、そうであればこそ道長姉弟（ことに道長）はその縁から綏子を目にかけたと説く説もあり、真偽不明ではあるが、事実として道長は退下後の綏子をしばしば訪れたらしく、また東三条院は長徳3年（997年）末からおよそ3か月にかけて土御門尚侍家に遷徙して療養を行っている。なお、綏子薨後の土御門尚侍家であるが、江戸時代寛永刊本の『拾芥抄』に付された「東京図」の北辺三坊2町に「泰親」「清道」との記載があって、その「泰親」が「安親」を、「清道」が「清通」を指すのであれば、時姫の異母兄である安親、更にその子の清通と伝領されたようでもあるが、定かではない。
里第に退った綏子の許には上記のように頼定が通ったようで、『大鏡』によるとその末にかやがて懐妊したという噂を耳にした東宮が道長に事情を糾すと、道長は綏子の許に参上し、着衣をはだけて乳房を捻り、母乳が迸ったのを確認して東宮に懐妊が事実である旨を啓上したが、綏子が道長の所業に対して大層泣いたとも伝聞した東宮は綏子の心中を思いやって不憫に思った一方で、頼定の行為には帯刀（東宮の護衛官）らに命じて蹴殺してやろうと思ったが、綏子の父であり自身にとって祖父でもある故兼家が草葉の陰で嘆くだろうと思い止まり、但し、自身の在位時代には意趣返しとして頼定の陞叙はおろか昇殿すら許さなっかたともいう。流石にこの叙述は脚色が過ぎると思われるが、頼定の子を身籠ったのは事実であったらしく、飯室僧都と呼ばれ後に横川の長吏となった頼賢が2人の子であると推定される。頼賢は長保4年（1002年）の生まれと記録されるが、その翌5年から綏子は病床に臥し、年が明けて2月3日に重篤化、7日夜に意識不明のまま落飾、頼賢が子であれば幼子を残す形で薨去した。享年31。
『栄花物語』によるとその夭折を傷んだ対の御方は「同じごと匂うぞつらき桜花今年の春は色変はれかし」と嘆詠したとされ、また、綏子の同い年の甥である道命の家集には道長と対の御方の
（道長）「君も無き宿に匂へる桜ゆゑ花の姿を（春の姿を）思ひ出づらん」
（対御方）「亡き人の形見と思ふ（形見と思ひし）花にさへ散り遅れぬる（立ち遅れたる）身をいかにせん」
との贈答歌が収められている。対の御方のは「憎しと思」っていた祖母のわだかまりを捨象した道命の代作らしいが、「遅れたるわが身を嘆く折り折りに先立つものは涙なりけり」という綏子の薨去に対する道命の自詠も残されている。